# 이명연
이명연(李明衍, 1965년 8월 13일~)은 대한민국의 정치인이다. 전주시의원, 전라북도의원을 지냈다.

## 학력
- 전주풍남초등학교
- 전주남중학교
- 전주해성고등학교
- 원광대학교 행정학 학사
- 전북대학교 행정대학원 지방자치학과 졸업(정치학 석사)

## 경력
- 전주시 경제키우기 시민운동본부 대의원
- 전주시 인재육성재단 이사
- 민주당 전라북도당 기획실장
- 민주당 전라북도당 상무위원
- 민주당 전라북도당 윤리위원
- 민주통합당 전라북도당 상무위원
- 지역생활안전협의회 역전지구대 회장
- 안골노인복지관 운영위원장
- 2004.10~2006.06: 제7대 전주시의회 의원
  - 2004.10~2006.06: 제7대 전주시의회 후반기 행정위원회 위원
- 2006.07~2010.06: 제8대 전주시의회 의원
  - 2006.07~2008.06: 제8대 전주시의회 전반기 도시건설위원회 위원
  - 2006.07~2008.06: 제9대 전주시의회 전반기 운영위원회 위원
  - 2008.07~2010.06: 제8대 전주시의회 후반기 행정위원회 위원장
- 2010.07~2014.04: 제9대 전주시의회 의원
  - 2010.07~2012.06: 제9대 전주시의회 전반기 부의장
  - 2010.07~2012.06: 제9대 전주시의회 전반기 문화경제위원회 위원
  - 2012.07~2014.04: 제9대 전주시의회 후반기 의장
- 2014.07~2018.04: 제10대 전주시의회 의원
- 2018년 7월 1일~2022년 6월 30일: 제11대 전라북도의회 의원
- 2022년 7월 1일~: 제12대 전라북도의회 의원
  - 제12대 전라북도의회 전반기 문화건설안전위원회 위원

## 역대 선거 결과
|  | 46.7% |

|  | 20.68% |

|  | 46.94% |

|  | 29.41% |

|  | 74.73% |

|  | 0% |